# Manik Saha

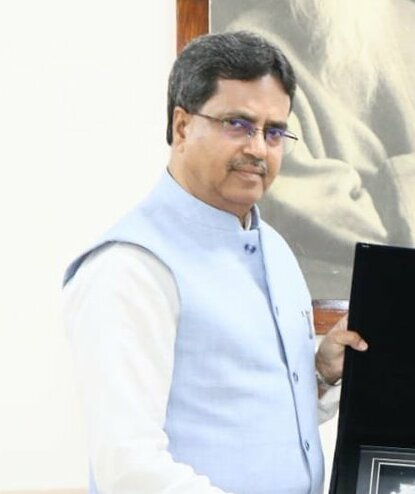
Manik Saha (2022)

Manik Saha (bengalisch মানিক সাহা; * 8. Januar 1953 in Agartala, Indien) ist ein indischer Politiker. Seit dem 14. Mai 2022 ist er Chief Minister des indischen Bundesstaats Tripura.

## Biografie
Manik Saha wurde 1956 als Sohn von Makhna Lal Saha und dessen Frau Priyabala Saha in Agartala, der Hauptstadt Tripuras, geboren. Er schlug eine Ausbildung zum Zahnarzt ein und besuchte das Government Dental College in Patna und anschließend die King George’s Medical University in Lucknow, wo er das Studium abschloss. Er spezialisierte sich auf Mund-, Kiefer- und Gesichtschirurgie und lehrte als Professor am Tripura Medical College und am Dr. Bram Teaching Hospital in Agartala.
Saha war anfänglich Mitglied der Kongresspartei, verließ diese jedoch, um sich 2015 oder 2016 der Bharatiya Janata Party (BJP) anzuschließen. In der BJP machte er rasch Karriere und wurde 2020 zum BJP-Vorsitzenden in Tripura ernannt. Er war führend an der Organisation des BJP-Wahlkampfs bei der Parlamentswahl in Tripura 2018 und bei der gesamtindischen Parlamentswahl 2019 beteiligt. Beide Wahlen verliefen für die BJP erfolgreich.
Am 31. März 2022 wurde Saha als Abgeordneter Tripuras für die BJP in die Rajya Sabha gewählt. Am 4. Juli 2022 gab er sein Parlamentsmandat wieder zurück, nachdem er mittlerweile als Chef Minister in Tripura amtierte.
Am 14. Mai 2022 trat relativ überraschend der amtierende Chief Minister Tripuras Biplab Kumar Deb von seinem Amt zurück, nachdem er in den Vortagen Gespräche mit der BJP-Führung in Delhi geführt hatte. Über die genauen Gründe des Rücktritts wurde nichts in der Öffentlichkeit bekannt. Es wurde spekuliert, das die BJP-Führung ein Jahr vor den in Tripura anstehenden Parlamentswahlen, bei denen die BJP als Hauptgegner Mamata Banerjees Trinamool Congress gegenüberstand, einen zugkräftigeren Spitzenkandidaten installieren wollte. Noch am selben Tag wurde Manik Saha zu Debs Nachfolger im Amt des Chief Ministers von Tripura ernannt.

## Privates
Saha ist verheiratet und hat mit seiner Frau Swapna Saha zwei Töchter. Als seine Hobbys werden das Lesen von Büchern, sowie verschiedene Sportarten (Badminton, Cricket) angegeben. Er ist Präsident der Tripura Cricket Association.